# Aristolochia pistolochia
Aristolochia pistolochia es una especie de planta herbácea perteneciente a la familia Aristolochiaceae.

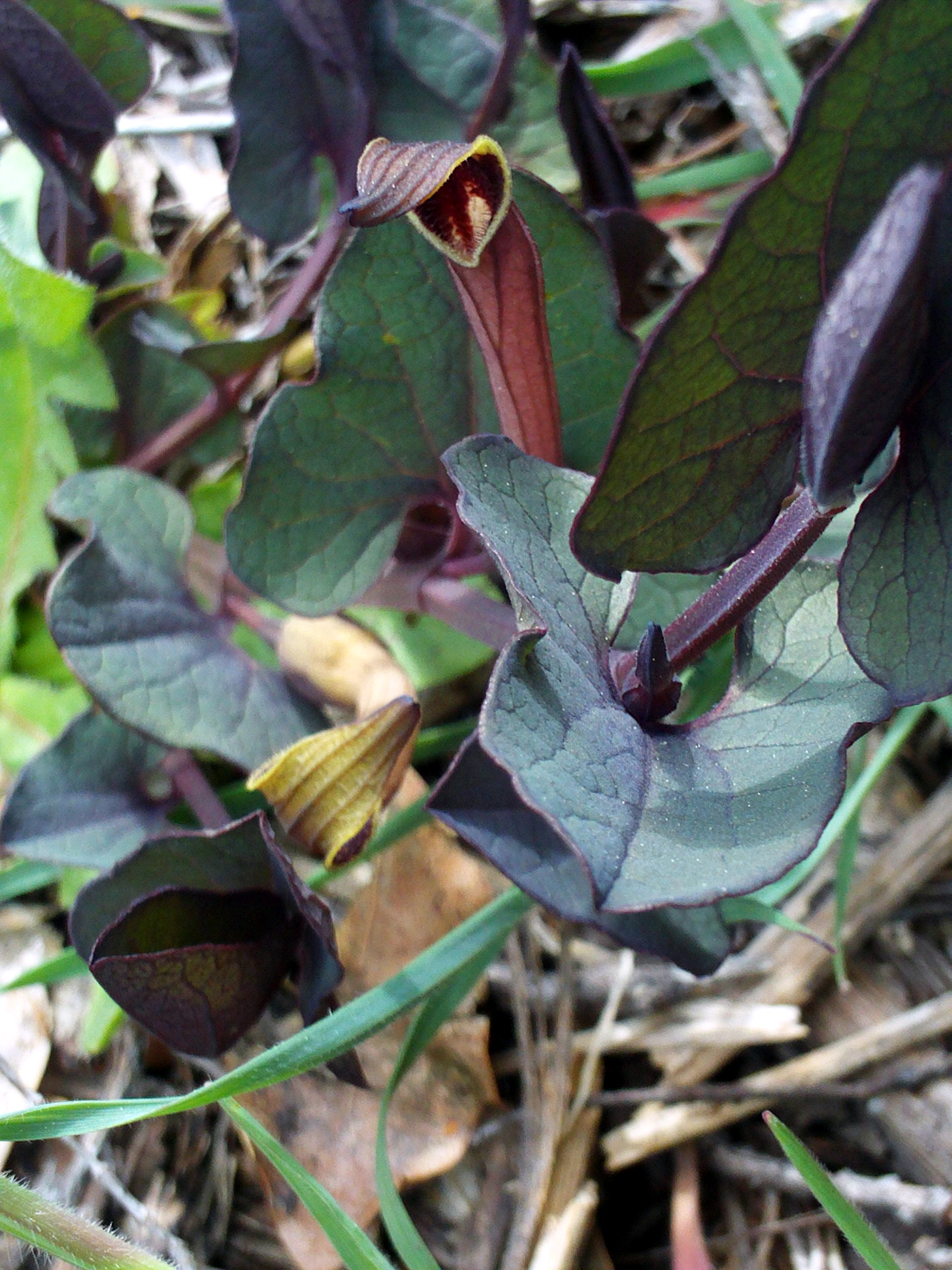
Detalle de la flor

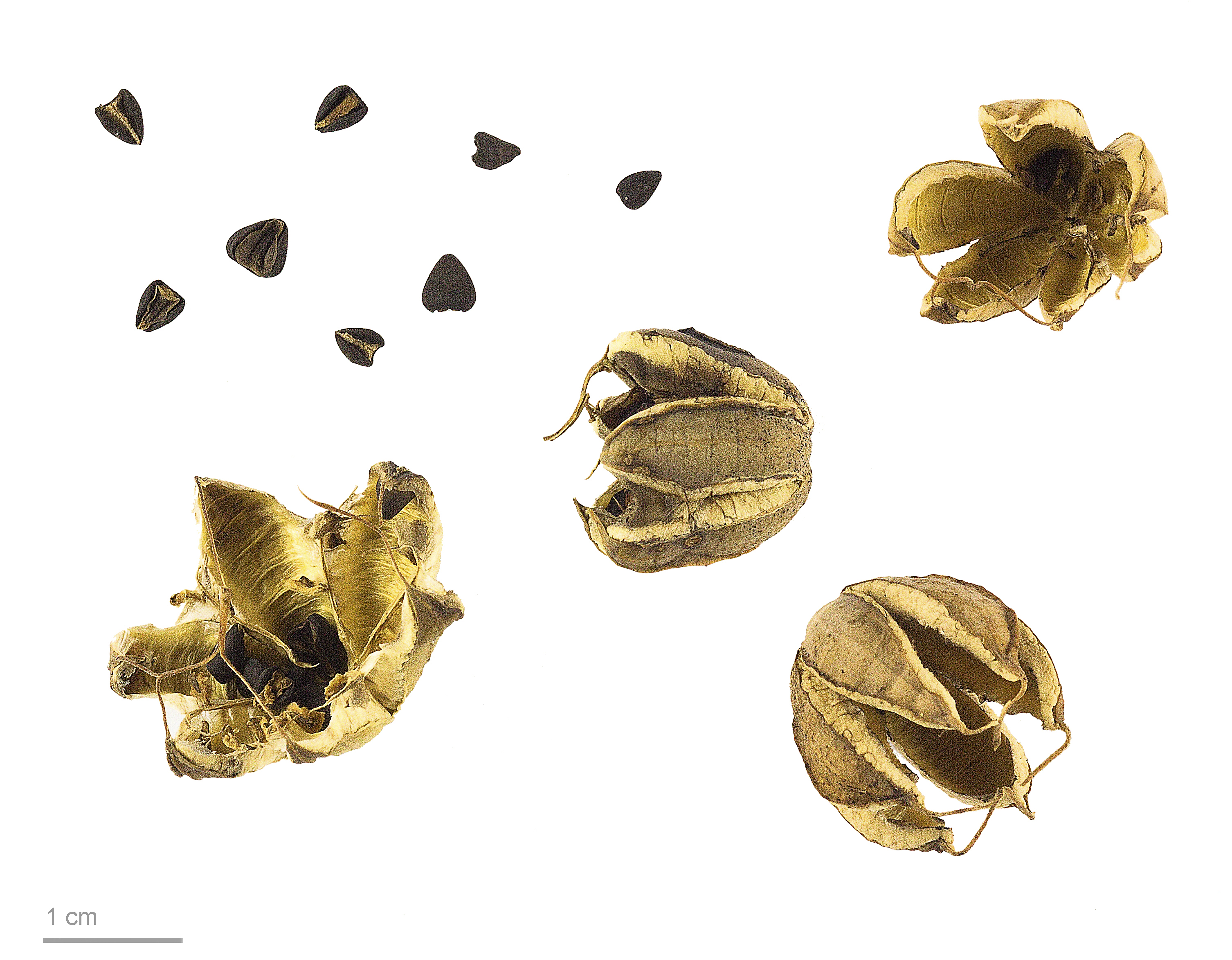
Aristolochia pistolochia

## Descripción
Es una planta herbácea anual, de unos 3 dm de alto con muchas raíces (Plinio el Viejo se refiere a ella como polyrrhizon por la cantidad de raíces pequeñas en forma de cabellera) con numerosos tallos. 
 Las hojas son cordiformes o en forma de corazón, de unos 5 cm de largo y algo menos de ancho, con el envés un poco más claro y con la nervadura muy marcada. Está cubierta de pequeños pelos un tanto rígidos que dan sensación de aspereza al tacto. Las flores son solitarias, pueden llegar a medir hasta 5 cm,  de color amarillo y, según madurez el interior del tubo floral cambia del verde al rojo oscuro.

El fruto es una cápsula globosa. Es de hábito de matorrales aclarados, pedregales.

## Distribución y hábitat
Se encuentra en ribazos, matorrales aclarados, barbechos, pedregales y encinares; pisos basal y montano. Distribuidas por el Sur de Francia y zonas mediterráneas de la península ibérica.

## Parásitos y enfermedades
Sirve de alimento (planta nutricia) a la oruga Zerynthia rumina (oruga arlequin)  éstas, de unos 3 cm de largo, son monófagas y se alimentan únicamente con el género Aristolochia. La mariposa pone un huevo en cada aristolochia de forma que sólo haya una oruga en cada planta.

## Usos
Existe un caso documentado en Cataluña (España), de fibrosis renal intersticial rápidamente progresiva debido al consumo en infusión de la Aristolochia pistolochia al confundirse con otras hierbas. Por este motivo en Orden de 3 de octubre de 1973, del Art. 42 de la Ley del Medicamento por parte de la Agencia Española del Medicamento se impide la venta, suministro e importación de la Aristolochia.

Sociedad Española de Farmacia Hospitalaria (10/06/2005)

## Taxonomía
El basónimo es Aristolochia pistolochia L., fue publicado por vez primera en Species plantarum (1753) por Carlos Linneo.
Etimología
Aristolochia: nombre genérico que deriva de las palabras griegas aristos ( άριστος ) = "que es útil" y locheia ( λοχεία ) = "nacimiento", por su antiguo uso como ayuda en los partos.  Sin embargo, según Cicerón, la planta lleva el nombre de un tal "Aristolochos", que a partir de un sueño, había aprendido a utilizarla como un antídoto para las mordeduras de serpiente.

La aristoloquia se llamó ansí por parecer que a las mujeres socorría en el parto........La redonda tiene virtud contra todas las otras ponzoñas; mas la luenga resiste el daño de las serpientes y de cualquier veneno mortífero si se bebe una dracma della con vino y se aplica también por de fuera. Bebida con pimienta y con mirra expele el menstruo, las pares y la criatura del vientre; y lo mismo hace metida en la natura de la mujer. Pedacio Dioscórides Anazarbeo, acerca de la Materia Medicinal y de los venenos mortíferos. Andrés Laguna. 1566, Salamanca.

pistolochia: epíteto
Sinonimia
- Aristolochia fasciculata Lam.
- Aristolochia polyrrhiza Bubani
- Pistolochia latifolia Raf.[5]

## Nombresvernáculos
Castellano: pistoloquia, aristoloquia tenue, aristoloquia menor, meloncillo (por la forma del fruto que es parecida a un melón (Cucumis melo); catalán: pistolòquia, herba felera, herba de la marfuga, herba de la carbasseta, melonera.